# Carl Norrthon

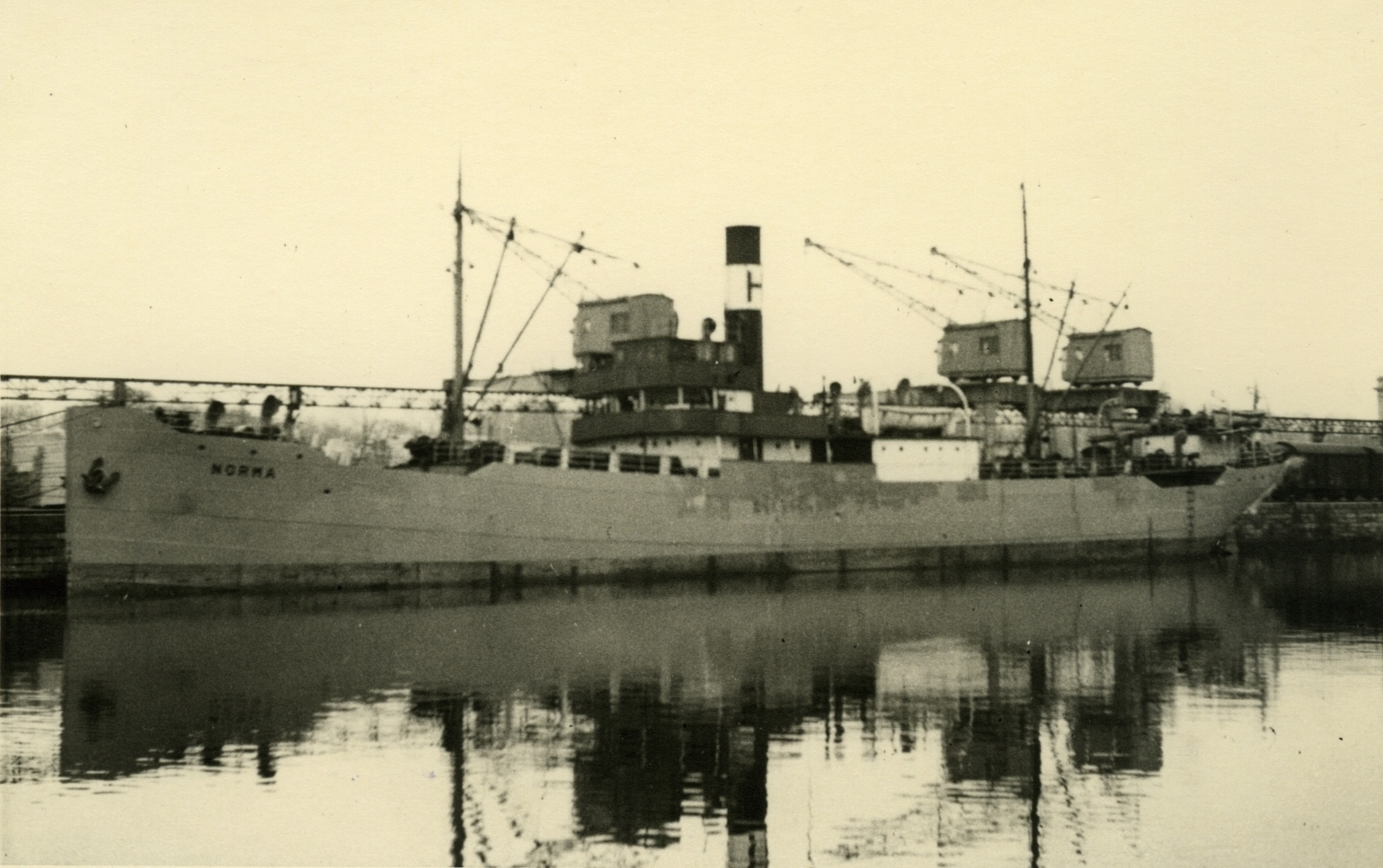
S/S Norma

Carl Norrthon, född 23 oktober 1872 i Väsby församling, i Höganäs kommun, död 31 januari 1966 i Höganäs, var en svensk skeppsredare och kommunalpolitiker.

## Biografi
Carl Norrthon var äldst av fem barn till sjökapten Hans P. Jönsson och Charlotta Lindgren. Han började segla till sjöss 1887 som jungman i barkskeppetConcordia. Efter fyra år till sjöss började Norrthon på navigationsskolan i Malmö och avlade styrmansexamen i maj 1892. Han anställdes som styrman på Otto Bancks fartyg Otago 1892. Efter sjökaptensexamen 1894 blev han befälhavare på Otago. 1898 förde han Otago på en rekordsnabb resa över Nordatlanten, från Cape Race på New Foundland till Lundy Island i England på 10,5 dygn 
| ”                                       | Den 4 november på middagen passerades Lundy Is. 10,5 dygn från Cape Race, New Foundland, och började så segelminskningen efter en höstresa “across the western Ocean", där icke ett fall rörts annat än för sträckning och alla 19 seglen stått under hela överfarten. | „ |
| – Carl Norrthon, Transbladet 1927-01-04 | |   |

Från 1901 var Norrthon befälhavare på ångfartyg inklusive på S/S Skandia från 1903 till 1916. Han lämnade det aktiva sjölivet i februari 1916 och blev delägare i skonaren Lea som gick i Östersjöfart. År 1919 startade han Rederi AB Höganäs.
Norrthon var gift med Nelly Hussenius från Väsby församling.

### Verksamhet i land
Norrthon var mycket aktiv i Höganäs politiska liv och satt som ordförande i följande organ:
- 1920–1927 • Fattigvårdsstyrelsen[9]
- 1927–1935 • kommunalfullmäktige i landskommunen.[10].
- 1936–1942 • stadsfullmäktige från Höganäs fick stadsrättighet.[11]
- 1927–1954 • Kullens hembygdsförening.[9]
- 1929–1954 • Kullens Fartygsbefäls Pensionskassa.

## Utmärkelser
- Riddare av första klassen av Vasaorden, 1927.[12]
- Riddare av Nordstjärneorden, 1943.[13]
- Emmerymedaljen